# George Saliba
George Saliba (ur. 1939) – amerykański arabista i islamista oraz profesor na Wydziale Studiów Bliskiego Wschodu, Azji Południowej i Afryki Uniwersytetu Columbia w Nowym Jorku.

## Życiorys
George Saliba urodził się w 1939 roku. Uzyskał tytuł licencjata i magistra matematyki na Uniwersytecie Amerykańskim w Bejrucie, a następnie tytuł magistra nauk w zakresie języków semickich i doktorat z nauk islamskich na Uniwersytecie Kalifornijskim w Berkeley.
Od 1979 pracuje jako profesor na Wydziale Studiów Bliskiego Wschodu, Azji Południowej i Afryki Uniwersytetu Columbia w Nowym Jorku. Głównym kierunkiem jego badań były powiązania między astronomami islamskimi a Mikołajem Kopernikiem. George Saliba jest dyrektorem-założycielem Centrum Nauk i Filozofii Arabskiej i Islamskiej im. Farouka Jabre oraz katedry Jabre-Khwarizmi na Wydziale Historii.
Saliba pojawił się w 2004 roku z antysemickimi komentarzami pod adresem studentów Uniwersytetu Columbia, którzy złożyli do niego skargę.

## Nagrody
W 1993 zdobył nagrodę „History of Science” przyznaną mu przez The World Academy of Sciences, a w 1996 roku nagrodę „History of Astronomy” przyznaną mu przez Kuwait Foundation for the Advancement of Science.

## Twórczość
- Islamic Science and the Making of the European Renaissance. MIT Press 2007, ISBN 0-262-19557-7 (hardcover, and in paperback as of 2011). – Tłumaczenie na język turecki, arabski i indonezyjski
- A History of Arabic Astronomy: Planetary Theories During the Golden Age of Islam. New York, University Press 1994, ISBN 0-8147-7962-X (twarda oprawa), (reissue edition 1995), ISBN 0-8147-8023-7 (książka w miękkiej oprawie)
- wraz z Linda Komaroff, Catherine Hess: The Arts of Fire. Islamic Influences on Glass and Ceramics of the Italian Renaissance. Getty Trust Publications, J. Paul Getty Museum 2004, ISBN 0-89236-757-1 (twarda oprawa)
- The Crisis of the Abbasid Caliphate (Tabari, Ta'rikh Al-Rusul Wa'l-Muluk; annotated translation). State University of New York Press, 1985, ISBN 0-87395-883-7 (Hardcover), ISBN 0-7914-0627-X (książka w miękkiej oprawie)
- The Astronomical Work of Mu’ayyad al-Din al-’Urdi (died 1266): A Thirteenth Century Reform of Ptolemaic Astronomy. Markaz dirasat al-Wahda al-'Arabiya, Bejrut, 1990, 1995
- wraz z Sharon Gibbs: Planispheric astrolabes from the National Museum of American History. Smithsonian Institution Press 1984, ISBN 0-608-11955-5 (książka w miękkiej oprawie)
- The Ash'arites and the Science of the Stars in Richard G. Hovannisian and George Sabagh (eds.), Religion and Culture in Medieval Islam (Cambridge: Cambridge University Press, 1999), 79–92.
- The Pebble That Became A Fist-Full Rock: On the Continued Importance of Edward Said's Orientalism.
- Ibn Sīnā und Abū ʿUbayd al-Jūzjānī: The Problem of the Ptolemaic Equant. In: Journal for the History of Arabic Science. tom 4, 1980, s. 376–403.